# فاليانت كوميكس
فاليانت كوميكس (بالإنجليزية: Valiant Comics)‏ هي شركة أمريكية للناشر الكتب المصورة و وسائل الإعلام ذات الصلة. تأسست الشركة في عام 1989 من قبل رئيس تحرير مارفل كومكس سابق. تم بيع الشركة لشركة أكليم إنترتينمينت. بعد إعلانها بالإفلاس في عام 2004. تم إعادة تشغيل الشركة من قبل رجال الأعمال دينيش شمداساني وجاسون كوتاري في عام 2005. و في عام 2015 ، أعلنت أنها دخلت في شراكة مع سوني بيكتشرز